# Astoria – Ditmars Boulevard (métro de New York)
Astoria – Ditmars Boulevard est une station aérienne du métro de New York.

## Situation
La station est située dans le quartier de Astoria dans l'arrondissement de Queens.
Elle constitue le terminus nord de la BMT Astoria Line (métros jaunes), issue du réseau de l'ancienne Brooklyn-Manhattan Transit Corporation (BMT).
La station sert de terminus nord à deux services :
- les métros N y transitent 24/7 ;
- les métros W y font halte en semaine uniquement.

## Historique
Lors de son ouverture en 1917, la station était située sur le réseau de l'Interborough Rapid Transit Company (IRT) avant que la Brooklyn Rapid Transit Company (BRT), devenue BMT ne l'utilise également, et en devienne l'unique exploitant à partir de 1949. Sur la base des chiffres 2012, la station, dont une partie est située sous le New York Connecting Railroad, était la 84e plus fréquentée du réseau sur un total de 461.

## Desserte
| Nord/Ouest            |  |                  |  | Sud/Est                                                     |
| --------------------- |  | ---------------- |  | ----------------------------------------------------------- |
|                       |  | ligne N terminus |  | Astoria Boulevard (en) vers Coney Island – Stillwell Avenue |
|                       |  | ligne W terminus |  | Astoria Boulevard (en) vers Whitehall St – South Ferry      |
| modifier sur Wikidata |  |                  |  |                                                             |